# Earth 2
Pour les articles homonymes, voir Earth.
Earth 2 ou Terre 2 (au Québec) est une série télévisée américaine en 22 épisodes de 47 minutes, créée par Billy Ray, Michael Duggan, Carol Flint et Mark Levin et diffusée entre le 6 novembre 1994 et le 4 juin 1995 sur le réseau NBC.
En France, la série a été diffusée à partir du 30 mars 1996 sur Canal Jimmy et rediffusée à partir du 5 mars 2007 sur Sci Fi, au Québec à partir du 22 avril 1997 sur le réseau TVA, et en Belgique, à partir du 28 juillet 2009 sur La Deux.

## Synopsis
200 ans dans le futur, la Terre est devenue invivable en raison de la pollution, des guerres et conflits politiques en tous genres. De plus, une nouvelle épidémie contamine à chaque nouvelle naissance les enfants des populations des stations spatiales qui souvent meurent en atteignant l'âge de neuf ans. Une théorie précise que cette maladie est due à l'absence de nature et par conséquent des microbes bénéfiques à l'organisme.
La mission, appelée « Projet Eden », a pour but d'explorer une nouvelle planète située à 22 années-lumière de la Terre et de préparer l'arrivée de nouveaux colons, notamment des familles avec des malades.
Mais après un voyage de 22 années, leur vaisseau s'écrase en dispersant sur la planète tous les containers utiles à la création (vivres, matériaux de transport, médicaments, matériel de communication... ) de la nouvelle colonie, New Pacifica. Commence alors pour les survivants un long périple dans un monde inconnu peuplé de créatures mystérieuses.

## Fiche technique
- Titre original : Earth 2
- Titre français : Earth 2
- Création : Billy Ray, Michael Duggan & Carol Flint avec Mark Levin
- Musique : David Bergeaud
- Photographie : Stephen Lighthill et Felix Enriquez Alcala
- Montage : Laurie Grotstein, Chip Matamitsu, Tim Tommasino, Joanna Cappuccilli Lovetti et Paul Martin Smith
- Distribution des rôles : Megan Branman
- Création des décors : Maya Shimoguchi, Maxine Shepard et Victoria Paul
- Création des costumes : Sharen Davis, Deborah Everton, Melissa E. Hollingsworth
- Supervision effets visuels de maquillage : John Logan, Greg Cannom, William Butler, Roland Blancaflor, Keith VanderLaan
- Effets spéciaux visuel : Dream Quest Images
- Producteur superviseur : Cleve Landsberg
- Producteurs exécutifs : Michael Duggan, Carol Flint et Mark Levin
- Producteurs associés : Janace Tashjian et Chip Matamitsu
- Producteur : Tony To
- Coproducteur : P. K. Simonds
- Compagnies de production : Amblin Entertainment et Universal Television
- Compagnie de distribution : NBC
- Pays d'origine : USA
- Langue : Anglais Dolby Stéréo
- Image : Couleurs
- Ratio écran : 1.33:1
- Caméra : Panaflex Cameras et lentilles de Panavision
- Format négatif : 35 mm
- Procédé cinématographique : Sphérique
- Genre : Science-fiction
- Durée : 22 x 50 minutes

## Distribution

### Acteurs principaux
- Debrah Farentino (VF : Anne Rondeleux) : Devon Adair
- Clancy Brown (VF : Edgar Givry) : John H. Danziger
- Antonio Sabato Jr. (VF : Alexandre Gillet) : Alonzo Solace
- Jessica Steen (VF : Carole Franck) : Dr Julia Heller
- John Gegenhuber (en) (VF : Emmanuel Karsen) : Morgan Martin
- Rebecca Gayheart (VF : Barbara Kelsch) : Bess Martin
- J. Madison Wright (en) : True Danziger
- Joey Zimmerman (en) : Ulysse Adair
- Sullivan Walker (en) (VF : Joël Zaffarano) : Yale

### Acteurs récurrents
- Rockmond Dunbar : Baines
- Walter Norman : Walman
- Marcia Magus : L. Magus
- Kirk Trutner : Cameron
- Fredrick Lopez : Mazatl
- Deneille Fisher : Denner
- Tim Curry : Gaal

## Épisodes
1. Le Projet Eden [1/2] (First Contact [1/2])
2. Le Projet Eden [2/2] (First Contact [2/2])
3. L'Étranger (The Man Who Fell to Earth (Two))
4. Les Leçons de la vie (Life Lessons)
5. Promesses tenues (Promises, Promises)
6. Arrêt sur image (A Memory Play)
7. Troc cosmique (Natural Born Grendlers)
8. Restriction d'eau (Water)
9. Mutation (The Church of Morgan)
10. L'Ennemi est parmi nous (The Enemy Within)
11. Sacrifice et rédemption (Redemption)
12. Les Exclus (Moon Cross)
13. Morganite [1/2] (Better Living Through Morganite [1/2])
14. Morganite [2/2] (Better Living Through Morganite [2/2])
15. La Voix de sa mère (Grendlers in the Myst)
16. L'Homme de ses rêves (The Greatest Love Story Never Told)
17. Un tunnel vers la terre promise (Brave New Pacifica)
18. En attendant le dégel (After the Thaw)
19. Futur antérieur (The Boy Who Would Be Terrian King)
20. Les Survivants (Survival of the Fittest)
21. L'Enfant des fleurs (Flower Child)
22. Ève (All About Eve)

## DVD (France)
L'intégrale de la série est sortie sur le support DVD :
- Earth 2, volume 1 (Coffret 4 DVD-9) édité par Elephant Films et distribué par Sony Pictures Home Entertainment sorti le 25 juin 2014. Le ratio écran est en 1.33:1 4/3. L'audio est en Français et Anglais 2.0 Dolby Digital avec présence de sous-titres en Français. Le pilote de 90' ainsi que les 10 épisodes suivants sont présents sur les disques. En supplément un bêtisier et des scènes coupées ainsi que les bandes annonces de l'éditeur. Il s'agit d'une édition Zone 2 Pal[1].

- Earth 2, volume 2 (Coffret 4 DVD-9) édité par Elephant Films et distribué par Sony Pictures Home Entertainment sorti le 10 décembre 2014. Le ratio écran est en 1.33:1 4/3. L'audio est en Français et Anglais 2.0 Dolby Digital avec présence de sous-titres en Français. Les épisodes 11 à 21 sont présents sur les disques. En supplément un bêtisier et des scènes coupées ainsi que les bandes annonces de l'éditeur. Il s'agit d'une édition Zone 2 Pal[2].